# 3819 Robinson
A 3819 Robinson (ideiglenes jelöléssel 1983 AR) a Naprendszer kisbolygóövében található aszteroida. Brian A. Skiff fedezte fel 1983. január 12-én.